# Holcombe (Teignbridge)
Holcombe – wieś w Anglii, w Devon. Leży 18,2 km od miasta Exeter, 52 km od miasta Plymouth i 259,9 km od Londynu. W 2015 miejscowość liczyła 559 mieszkańców. Holcombe jest wspomniana w Domesday Book (1086) jako Holecome/Holcomma.